# Léopold IV d'Anhalt
Pour les articles homonymes, voir Léopold IV.
Léopold IV Frédéric d'Anhalt (1er octobre 1794 - 22 mai 1871) est duc d'Anhalt-Dessau de 1817 à 1853, puis à la suite de l'extinction de la lignée d'Anhalt-Köthen, est duc d'Anhalt-Dessau-Köthen de 1853 à 1863, puis à la suite de l'extinction de la lignée d'Anhalt-Bernbourg, est duc d'Anhalt de 1863 à 1871.

## Biographie
Léopold est le fils aîné de Frédéric d'Anhalt (1769-1814), prince héritier d'Anhalt-Dessau et officier dans l'armée prussienne, et de son épouse Amélie (1774-1846), fille du landgrave Frédéric V de Hesse-Hombourg. L'Anhalt est enclavé dans la Saxe prussienne et les princes servent depuis plusieurs générations dans les forces armées de Prusse ; la famille ducale est également proche des Hohenzollern par les liens familiaux. Le jeune prince lutta ainsi au cours de la guerre de la Sixième Coalition et de la campagne d'Allemagne de 1813 à Leipzig, à la suite de quoi il suivait les alliés jusqu'à Paris. 

Duché d'Anhalt (1863-1918)

Lorsque son père meurt, en 1814, il devient le prince héritier du duché d'Anhalt-Dessau, et succède à son grand-père Léopold III en 1817. En 1847, à la mort du duc Henri d'Anhalt, Léopold IV hérite également du duché d'Anhalt-Köthen. Ces deux duchés fusionnent formellement en 1853 et Léopold devient « duc d'Anhalt-Dessau-Köthen ». En 1863, c'est à la lignée d'Anhalt-Bernbourg de s'éteindre avec la mort du duc Alexandre-Charles. Léopold réunit ainsi sous son sceptre la totalité de l'Anhalt et il prend le titre de « duc d'Anhalt » le 30 août 1863.
Il avait mis en place d'importantes réformes et pendant la révolution de Mars introduisit les premiers traits de la démocratie dans une constitution qui a néanmoins été abrogée en 1849. 
L'épouse du duc, Frédérique-Wilhelmine, est une princesse de la maison de Hohenzollern et une de leurs filles épouse le neveu du roi Guillaume de Prusse. De fait, l'Anhalt soutient la Prusse contre l'Autriche, en 1866 puis contre la France en 1870. Fidèle soutien de la Prusse, le duc Léopold IV fait entrer son duché au sein de la confédération d'Allemagne du Nord en 1867, puis dans l'empire allemand en 1871.

## Famille

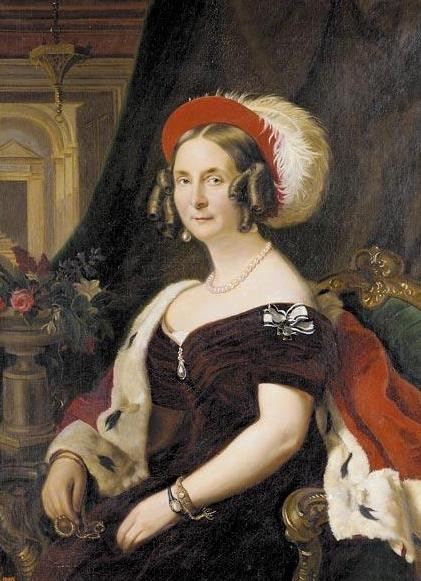
La princesse Frédérique-Wilhelmine de Prusse.

Il épouse, le 18 avril 1818 à Berlin, la princesse Frédérique-Wilhelmine de Prusse (1796-1850), fille du prince Louis-Charles de Prusse et de la princesse Frédérique de Mecklembourg-Strelitz. Ils ont six enfants,.
- Frédérique d'Anhalt-Dessau (28 novembre 1819 - 11 décembre 1822), célibataire, sans enfants ;
- Agnès d'Anhalt-Dessau (24 juin 1824 - 23 octobre 1897) épouse le duc Ernest de Saxe-Altenbourg (16 septembre 1826 - 7 février 1908), dont descendance ;
- Fils mort-né (3 août 1825 - 3 août 1825), célibataire, sans enfants ;
- Fils mort-né (3 novembre 1827 - 3 novembre 1827), célibataire, sans enfants ;
- Frédéric Ier d'Anhalt, 2e duc d'Anhalt (29 avril 1831 - 24 janvier 1904) épouse la duchesse Antoinette de Saxe-Altenbourg (17 avril 1838 - 13 octobre 1908), dont descendance ;
- Marie-Anne d'Anhalt-Dessau (14 septembre 1837 - 12 mai 1906) épouse le prince Frédéric-Charles de Prusse (20 mars 1828 - 15 juin 1885), dont descendance.

## Distinctions

### Décorations allemandes

#### Duché d'Anhalt
- Grand-croix de l'ordre d'Albert l'Ours (18 novembre 1836)[3]

#### Grand-duché de Bade
- Chevalier de l'ordre de la Fidélité (1814)[4]

#### Royaume de Bavière
- Chevalier de l'ordre de Saint-Hubert (1854)[5]

#### Royaume de Hanovre
- Chevalier de l'ordre de Saint-Georges (1840)[6]
- Grand-croix de l'ordre royal des Guelfes (1839)[6]
- Grand-croix de l'ordre d'Ernest-Auguste

#### Duché de Nassau
- Chevalier de l'ordre du Lion d'or de la maison de Nassau (mai 1862)[7]

#### Grand-duché d'Oldenbourg
- Grand-croix de l'ordre du Mérite du duc Pierre-Frédéric-Louis (18 avril 1854)[8]

#### Royaume de Prusse
- Chevalier de l'ordre de l'Aigle noir (30 mars 1817)[9]
- Grand-croix de l'ordre de l'Aigle Rouge

#### Royaume de Saxe
- Chevalier de l'ordre de la Couronne de Saxe (1867)[10]

#### Duché de Saxe-Altenbourg
- Grand-croix de l'ordre de la Maison ernestine de Saxe (mars 1843)[11]

### Décorations étrangères

#### Empire d'Autriche
- Grand-croix de l'ordre de Saint-Étienne de Hongrie (1859)[12]
- Croix de l'armée (1814)

#### Royaume de Danemark
- Chevalier de l'ordre de l'Éléphant (25 décembre 1840)[13]

#### Royaume de Pologne
- Chevalier de l'ordre de l'Aigle blanc

#### Empire russe
- Chevalier de l'ordre de Saint-André (17 novembre 1834)[14]
- Chevalier de l'ordre de Saint-Alexandre Nevski
- Chevalier de l'ordre de Sainte-Anne (1re classe)

#### Royaume de Suède
- Chevalier de l'ordre des Séraphins (14 mai 1864)[15]